# Bob Gilbert
Robert Eugene Gilbert, detto Bob (Terre Haute, 9 ottobre 1930 – South Bend, 3 gennaio 1981), è stato un cestista statunitense.

## Carriera
Con gli Stati Uniti ha disputato i Giochi panamericani di Buenos Aires 1951, vincendo la medaglia d'oro.